# Mürsəlli (Imishli)
Mürsəlli è un comune dell'Azerbaigian situato nel distretto di İmişli. Conta una popolazione di 872 abitanti.